# Wyszogród (gmina)
Wyszogród (daw. miasto Wyszogród + gmina Rębowo) – gmina miejsko-wiejska w Polsce położona w województwie mazowieckim, w powiecie płockim. W latach 1975–1998 gmina administracyjnie należała do województwa płockiego.
Siedziba gminy to Wyszogród.
Według danych z 30 czerwca 2004 gminę zamieszkiwało 6048 osób. Natomiast według danych z 31 grudnia 2019 roku gminę zamieszkiwało 5575 osób.

## Struktura powierzchni
Według danych z roku 2002 gmina Wyszogród ma obszar 97,93 km², w tym:
- użytki rolne: 74%
- użytki leśne: 10%

Gmina stanowi 5,44% powierzchni powiatu.

## Demografia

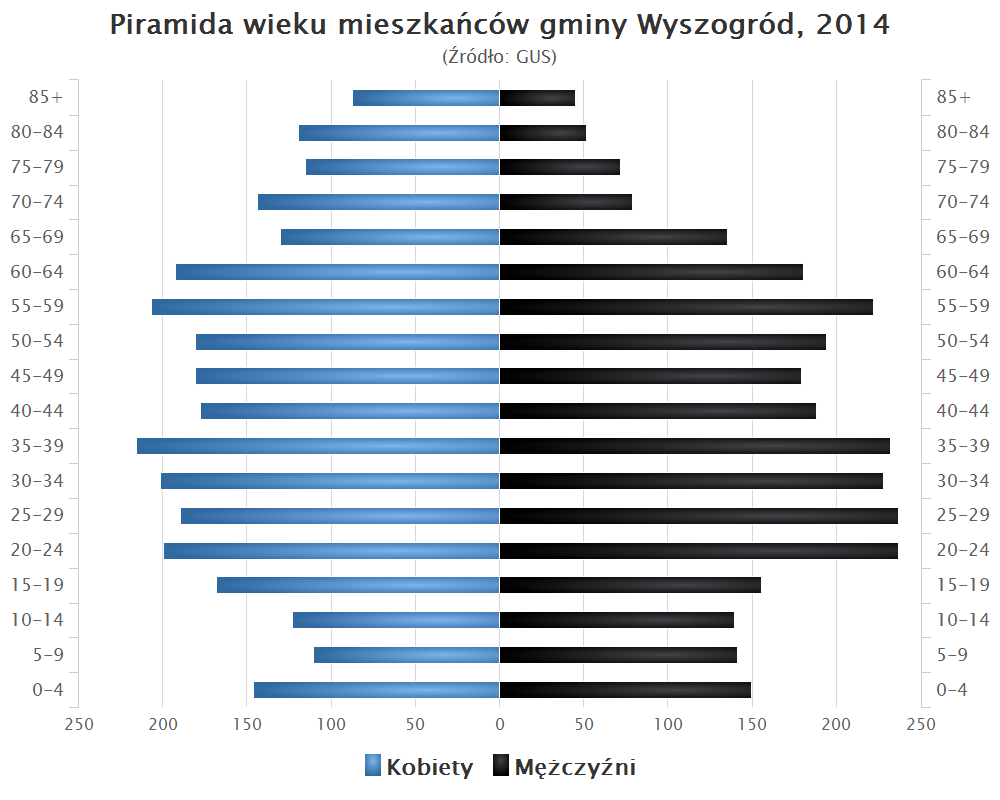
Piramida wieku mieszkańców gminy Wyszogród w 2014 roku

Dane z 30 czerwca 2004:
| Opis                              | Ogółem | Ogółem | Kobiety | Kobiety | Mężczyźni | Mężczyźni |
| --------------------------------- | ------ | ------ | ------- | ------- | --------- | --------- |
| jednostka                         | osób   | %      | osób    | %       | osób      | %         |
| populacja                         | 6048   | 100    | 3020    | 49,9    | 3028      | 50,1      |
| gęstość zaludnienia (mieszk./km²) | 61,8   | 61,8   | 30,8    | 30,8    | 30,9      | 30,9      |

## Sołectwa
Bolino, Chmielewo, Ciućkowo, Drwały, Grodkowo, Grodkówko, Kobylniki, Marcjanka, Pozarzyn, Pruszczyn, Rakowo, Rębowo, Rostkowice, Słomin, Starzyno, Wiązówka, Wilczkowo

## Sąsiednie gminy
Brochów, Czerwińsk nad Wisłą, Iłów, Mała Wieś, Młodzieszyn, Naruszewo